# Bodinayakanur
Bodinayakanur (en tamil: போடிநாயக்கனூர் ) es una localidad de la India en el distrito de Theni, estado de Tamil Nadu.

## Geografía
Se encuentra a una altitud de 352 m.s.m. a 467 km de la capital estatal, Chennai, en la zona horaria UTC +5:30.

## Demografía
Según estimación 2010 contaba con una población de 77 991 habitantes.